# 麥味登
麥味登是超秦集團揚秦國際旗下的一家連鎖早午餐品牌。1987年於台北大稻埕創立第一家門市。

## 外部連結
- 麥味登Cafe&Brunch的Facebook專頁
- 麥味登 （页面存档备份，存于）